# Kiyomi Tsujimoto

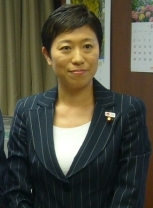
Kiyomi Tsujimoto (2011)

Kiyomi Tsujimoto (jap. 辻元 清美 Tsujimoto Kiyomi; * 28. April 1960 in Ōyodo, Präfektur Nara) ist eine japanische Politikerin (SDP→parteilos→SDP→parteilos→DPJ→DFP→KDP) und seit 2022 Verhältniswahlabgeordnete im Sangiin, dem Oberhaus der Kokkai. Davor war sie mit Unterbrechung von 1996 bis 2021 Mitglied im Shūgiin, dem Unterhaus, aus Osaka.

## Leben
Tsujimoto wurde in Nara geboren, wuchs in Osaka auf, besuchte eine Oberschule in Nagoya und studierte anschließend an der Pädagogischen Fakultät der Waseda-Universität. Während ihres Studiums beteiligte sie sich an der Gründung von Peace Boat (ピースボート pīsubōto), einer Nichtregierungsorganisation (NGO), die sich international für Frieden, Menschenrechte und Umweltschutz engagiert. Auch nach ihrem Studienabschluss blieb sie für Peace Boat aktiv, 1992 nahm sie als NGO-Vertreterin an der Konferenz der Vereinten Nationen über Umwelt und Entwicklung teil.
Bei der Shūgiin-Wahl 1996 trat Tsujimoto als Kandidatin im Verhältniswahlblock Kinki auf Listenplatz 1 der im selben Jahr gegründeten Sozialdemokratischen Partei (SDP) an und war sicher gewählt. 2000 trat sie erstmals im 10. Wahlkreis Ōsaka an, der insbesondere die Stadt Takatsuki im Norden der Präfektur umfasst, und konnte den Kōmeitō-Amtsinhaber Kazu Ishigaki knapp mit weniger als tausend Stimmen schlagen.
Im März 2002 wurde öffentlich, dass Tsujimoto nur einen Bruchteil der von ihr deklarierten Aufwendungen für – vom Staat bezahlte – Sekretärsgehälter tatsächlich für diesen Zweck ausgegeben hatte. Sie legte noch im selben Monat ihr Mandat nieder, im August 2002 nahm die Bezirksstaatsanwaltschaft Tokio Ermittlungen wegen Betrugs auf, 2003 wurde sie zu einer Bewährungsstrafe verurteilt. 2004 kandidierte Tsujimoto erfolglos als Unabhängige für das Sangiin, das Oberhaus: In der Präfektur Ōsaka (drei Mandate) erhielt sie 718.125 Stimmen und verfehlte damit den dritthöchsten Stimmenanteil nur um rund 17 Tausend Stimmen. Bei der Shūgiin-Wahl 2005 trat sie nun wieder für die SDP im 10. Wahlkreis Ōsaka an. Sie unterlag zwar Kenta Matsunami (LDP), wurde aber im Verhältniswahlblock Kinki als beste Wahlkreisverliererin der vier Kandidaten auf dem SDP-Listenplatz 1 wiedergewählt.
2009 konnte Tsujimoto ihren Wahlkreis, nun mit Unterstützung von Demokratischer Partei und Neuer Volkspartei, zurückgewinnen. Im September übernahm eine von den Demokraten geführte Koalition die Regierung, Tsujimoto wurde Staatssekretärin (fuku-daijin, „Vizeministerin“) für Land, Infrastruktur und Verkehr im Kabinett Hatoyama. Nach dem Streit über den Verbleib einer US-Militärbasis in Okinawa beschloss die SDP das Ausscheiden aus der Koalition. Tsujimoto kündigte am 30. Mai 2010 ihren Rücktritt als Staatssekretärin an. Im August 2010 verließ sie die SDP, die Partei verzichtete auf Disziplinarmaßnahmen. Sie schloss sich wenig später der Fraktion der Demokratischen Partei an. Bei der Shūgiin-Wahl 2012 verlor sie zwar ihren Wahlkreis wieder knapp an Kenta Matsunami (inzwischen Nippon Ishin no Kai), erreichte aber Platz drei auf der demokratischen Liste in Kinki und gewann erneut ein Verhältniswahlmandat. 2014 setzte sie sich wieder in Osaka 10 mit 34,3 % der Stimmen gegen Kazuhide Ōkuma (LDP) und Matsunami (nun Ishin no Tō) durch und gewann damit den präfekturweit einzigen Wahlkreis für die Demokraten.
Angesichts der Shūgiin-Wahl 2017 wechselte Tsujimoto in die kurz zuvor neu gegründete Konstitutionell-Demokratische Partei und wurde dort zur Vorsitzenden des Komitees für Parlamentsangelegenheiten (国会対策委員会 Kokkai Taisaku Iinkai) ernannt. Im September 2019 wurde sie von Jun Azumi abgelöst. Bei der Wahl 2021 unterlag Tsujimoto in Osaka 10 um rund sieben Prozentpunkte Taku Ikeshita (Nippon Ishin no Kai), wäre damit aber im Verhältniswahlblock Kinki auf dem vierten Platz der KDP-Liste die erste potentielle Nachrückerin, falls einer der drei KDP-Verhältniswahlabgeordneten ausscheiden sollte.
Bei der Oberhauswahl 2022 kandidierte Tsujimoto auf der KDP-Liste im landesweiten Verhältniswahlwahlkreis, erreichte mit 428.859 Stimmen mit großem Vorsprung den ersten Listenplatz und war somit sicher gewählt (Die KDP gewann sieben Sitze).